# NGC 6079

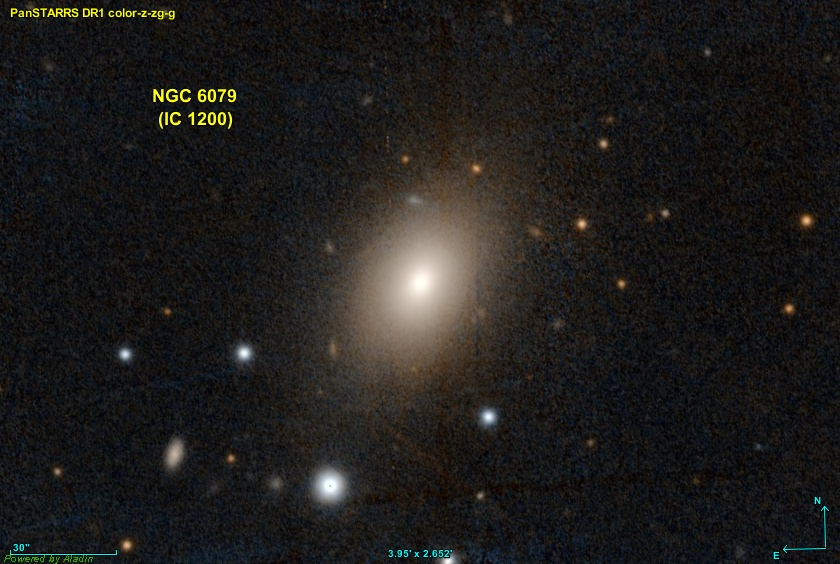
NGC 6079

NGC 6079 (другие обозначения — IC 1200, UGC 10206, MCG 12-15-50, ZWG 338.43, PGC 56946) — эллиптическая галактика (E) в созвездии Дракон.
Этот объект входит в число перечисленных в оригинальной редакции «Нового общего каталога».